# Samsung Health
Samsung Health (dříve S Health) je bezplatná aplikace, vyvinutá společností Samsung, která slouží ke sledování různých aspektů každodenního života jako je fyzická aktivita, strava a spánek.

## Historie
Aplikace byla vydána 2. července 2012 společně s novým smartphonem Galaxy S3 od společnosti Samsung. Aplikace je k dispozici v Google Play, Galaxy Store a App Store.
Od poloviny září 2015 je aplikace k dispozici pro téměř všechny (některé tablety nejsou podporovány) uživatele Androidu, kteří mají verzi od KitKat 4.4. Od 2. října 2017 je aplikace dostupná pro iPhony od iOS 9.0.
Aplikace je standardně nainstalována na většinu chytrých telefonů od Samsungu a nelze ji odinstalovat bez rootu. Je však možné zakázat tuto aplikaci.
Od Samsungu Galaxy S5 a od Galaxy Note 4 může aplikace měřit srdeční tep pomocí senzoru na zadní straně zařízení.
Název aplikace byl změněn z S Health na Samsung Health dne 4. dubna 2017 u příležitosti vydání verze 5.7.1.0001.

## Informace o uživateli
Informace potřebné k používání aplikace:
- Jméno a příjmení nebo přezdívka
- Pohlaví
- Narození
- Výška
- Hmotnost
- Úroveň aktivity

## Funkce

### Hlavní rysy
- Stanovení cílů
- Krokoměr
- Týdenní souhrn
- Automatické monitorování aktivit
- Sledování stravování (kalorií a živin)
- Sledování hmotnosti
- Sledování spánku

### Další funkce
- Žebříček počtu kroků, kilometrů a spálených kalorií (všech uživatelů, věkové skupiny, nebo přátelé)
- Globální výzvy
- Individuální výzvy 1:1
- Programy
- Měření tepové frekvence
- Měření teploty a vlhkosti
- Měření ultrafialového záření
- Sledování vypitých sklenic vody
- Sledování vypitého kofeinu
- Sledování hladiny glukózy v krvi
- Monitorování krevního tlaku
- Monitorování SpO2 (saturace kyslíkem)
- Měření stresu
- Měření teploty a vlhkosti
- Měření UV
- Měření tepové frekvence
- Krokoměr

### Aktivity
Aplikace umožňuje zaznamenat tyto aktivity: chůze, běh, cyklistika, pěší turistika, aerobik, akvaaerobik, alpské lyžování, americký fotbal, badminton, balet, baseball basketbal, benčpres, bicepsy, bojová umění, bowling, box, bruslení, burpee test, běh na lyžích, chůze na stroji, cvičení Hula hop, dřepy, eliptický trenažér, fotbalgolf, hokej, horolezci, horolezectví, horské kolo, hvězdy, hyperextenze, házená, házení létajícím talířem, inline bruslení, jachting, jízda na kajaku, jízda na koni, jóga, kanoistika, kitesurfing, kliky kolečkové brusle, kriket, lední hokej, lukostřelba, lyžování, mrtvé tahy, orientační běh, pilátes, plachtění, plavání, plážový volejbal, posilovací stroje, posilování ramen, potápění, prkno, předkopávání, předpažování, racketball, rafting, ragby, rotoped, rozpažování, sedy-lehy, shyby, skákání přes švihadlo, snowboarding, sněžnice, softball, společenský tanec, squash, stahování tyče, stolní tenis, strečink, tance na ledě, tanec, tenis, tlak nohama, tricepsy, trénink na okruhu, túra s batohem, veslovací stroj, veslování, vodní lyžování, volejbal, výpady, windsurfing, zakopávání, zkracovačky, zvedání nohou v leže, závěsné létání, šlapací mlýn, šnorchlování.

### Cíl aktivity
V závislosti na činnosti si lze si zvolit, jaký cíl chcete dosáhnout:
- Cíl vzdálenosti
- Cíl doby trvání
- Cíl spálených kalorií
- Rychlost
- Sledování trasy (k dispozici jen pro cyklistiku)

### Audio průvodce
Tato funkce umožňuje získat informace v pravidelných intervalech v průběhu cvičení. Zvukový průvodce oznamuje: celkově ujetou/ušlou vzdálenost a uplynulý čas. Intervaly oznámení jsou přizpůsobitelné buď podle vzdálenost (500 m, 1 km nebo ) nebo podle času (5 min, 10 min, 30 min nebo 60 min).

### Sledování stravování
Funkce Jíst zdravěji byla přidána s vydáním Samsungu Galaxy S5 v dubnu 2014. Lze přidat potraviny z velké databáze, která je jen v angličtině nebo lze přidat i vlastní jídlo. Poté aplikace vizualizuje počet zkonzumovaných kalorií a příjem živin. Aktivací cíle, je nutné dodržovat počet kalorií zkonzumovaných za den, s rozpětím ±10%. Výchozí cíl je definován aplikací podle informací uživatele. Cíl je plně přizpůsobitelný.

#### Princip
Je možné vybrat si potraviny buď pomocí funkce vyhledávání nebo ty, které jsou registrovány v oblíbených. Aplikace rozděluje jídla do 6 chodů:
- Snídaně

- Dopolední svačina
- Oběd

- Odpolední svačina
- Večeře
- Večerní jídlo

Nutriční informace z potravin jsou poskytovány na webovou stránkou FatSecret. Je tedy nutné mít připojení k internetu, aby bylo možné přidat jídlo.
Aplikace rozlišuje tyto živiny:
- Sacharidy
- Tuky
- Protein
- Vlákniny
- Draslík
- Vitamín A
- Vitamín C
- Vápník
- Železo
- Nasycené tuky
- Sodík

### Sledování hmotnosti
Sledování hmotnosti je k dispozici od první verze aplikace. Stačí ručně zadat Vaši hmotnost, nebo použít jednu z kompatibilních bezdrátových vah.
Podle údajů o hmotnosti a výšce uživatele, aplikace počítá index tělesně hmotnosti (v aplikaci označováno jako BMI).
Uživatel si může nastavit cílovou hmotnost, kterou chce dosáhnout.
Aplikace také umožňuje sledovat trendy hmotnosti za den, týden a měsíc. Zobrazení trendů hmotnosti na obrazovce je omezeno na devět dní, sedm týdnů nebo pět měsíců, v případě Galaxy Note 4.

### Sledování spánku
Tato funkce byla přidána ve stejné době jako měření UV záření (na konci října roku 2014). Nicméně, abyste tuto funkci mohli používat v plném rozsahu, je nutné vlastnit příslušenství od Samsungu, např. Tracker EI-AN900, Gear Fit/Fit2/Fit2 Pro nebo chytré hodinky od Samsungu. I přesto, že chytré telefony mají akcelerometr, nelze je nosit na těle a proto Samsung Health přijímá data o spánku jen z příslušenství.
Bez příslušenství můžete ručně zadat čas usnutí a čas probuzení. Aplikace pak vyhodnotí dobu spánku.
Vizuálně, lze využít data spánku s různými grafy :
- Histogram, který zobrazuje kvalitu spánku každou noc.

- Trendy za den, týden a měsíc; zobrazuje průměrné trvání spánku a jeho účinnost.

## Týdenní souhrn
Tato funkce je přístupná z menu "Moje stránka". Umožňuje porovnat data z uplynulých týdnů. Aplikace porovnává: aktivity, počet kroků, požité kalorie, spálené kalorie, energetickou rovnováhu, trvání spánku, hmotnost, srdeční tep a srdeční tlak. K dispozici je také srovnání s muži nebo ženami, používající Samsung Heath.

## Kompatibilní příslušenství
Od svého uvedení na trh je aplikace kompatibilní s různými doplňky, jako jsou tlakoměry, chytré hodinky, cyklosnímače nebo přístroje pro měření glukózy v krvi produkovaného jiných značek, jako Lifescan a Omron.
Aplikace je schopna připojit se k zařízením pomocí komunikačních standardů Bluetooth, Bluetooth Low Energy, NFC a ANT+. Nicméně, Samsung neuvádí rozsah kompatibility.

## Podobné aplikace
- Epson Pulsense View
- Epson Runconnect
- Fitbit
- Misfit
- Google Fit